# Ekaterini Stefanidi
Ekaterini Stefanidi, född 4 februari 1990 i Cholargós, är en grekisk friidrottare.
Stefanidi blev olympisk guldmedaljör i stavhopp vid sommarspelen 2016 i Rio de Janeiro.